# Comic Sans
Comic Sans és un  tipus de lletra inspirat en les fonts utilitzades durant dècades en els còmics americans. La Comic Sans moderna (amb  gràcia) va ser dissenyada per Vincent Connare i distribuïda per Microsoft Corporation el 1995. Es classifica com a informal, imita l'escriptura manual però sense connectar les lletres.
La lletra tipogràfica es distribueix junt amb Microsoft Windows des de l'arribada de Windows 95, al principi com a lletra tipogràfica suplementària inclosa en el Windows Plus Pack i després en el Microsoft Comic Chat. Degut a l'ús generalitzat -sovint fent funcions per a les que no va ser creada- és objecte de crítiques.

## Història
El dissenyador de Microsoft Vincent Connare diu que va començar a treballar en la Comic Sans a l'Octubre de 1994. Connare ja havia creat nombroses lletres tipogràfiques infantils per a diverses aplicacions, i quan va veure que una versió beta de Microsoft Bob utilitzava Times New Roman als  globus de text dels dibuixos animats, va decidir crear una lletra tipogràfica nova basada en els tipus de lletra dels còmics que tenia a la seva oficina. Concretament The Dark Knight Returns (Batman) (amb lletra de John Costanza) i Watchmen (amb lletra de Dave Gibbons).
Connare va acabar de completar la lletra tipogràfica massa tard per incloure-la a Microsoft Bob, però els programadors de Microsoft 3D Movie Maker, que també utilitzaven models de dibuixos animats, van decidir incorporar-la al seu programa.
Posteriorment, la lletra tipogràfica es va distribuir amb  Windows 95 Plus! Pack i es va convertir en una de les lletres estàndard per a la versió OEM de Windows 95. Finalment, la lletra tipogràfica esdevé una de les instal·lades per defecte al Microsoft Publisher i Microsoft Internet Explorer. La Comic Sans també va ser utilitzada en el Microsoft Comic Chat, desenvolupat el 1996 junt amb l'Internet Explorer 3.0.
Al Juliol de 2010, Ascender Corp va introduir versions noves titulades Comic Sans 2010. Aquestes versions incloïen dos estils tipogràfics nous: Italic i Bold Italic. Les Comic Sans 2010 van ser dissenyades per Terrance Weinzierl i Steve Matteson i inclouen funcions tipogràfiques OpenType.
Comic Sans és utilitzada freqüentment en  comic books i  webcomics com a substitutiu de l'escriptura manual, tot i que els dibuixants de còmics normalment prefereixen lletres tipogràfiques dissenyades de forma personalitzada.

## Controvèrsia
L'any 2005 un article al diari americà "The Boston Phoenix" tractava sobre el problema de l'ús generalitzat de la Comic Sans i la incongruència que suposa utilitzar-la per escriure sobre temes seriosos. Les queixes es materialitzaven a través d'una campanya creada per dos dissenyadors gràfics d'Indianapolis, Dave i Holly Combs, i la seva pàgina web "Ban Comic Sans".
El moviment va ser concebut pels dos dissenyadors a la tardor de 1999, després que un empresari insistís a un d'ells perquè utilitzés la Comic Sans en una exhibició en un museu infantil. Més recentment, el 2009, el moviment era "més fort que mai". L'argument principal de la pàgina web és que el tipus de lletra ha de coincidir amb el to del text, i que la irreverència de la Comic Sans sovint està en desacord amb un missatge seriós, com en un cartell de "no entrar", per exemple.

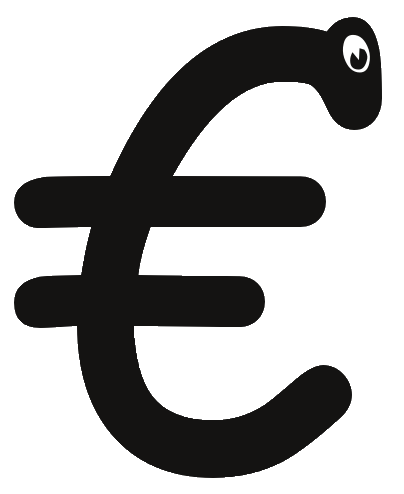
Símbol de l'euro en algunes versions de Comic Sans

El 2005 en una trobada per un "parlament de joves" a Ontario (Canadà), el Nou Partit Democràtic incloïa la clàusula de "prohibició de la lletra tipogràfica Comic Sans" en una proposta de llei.
Connare va dir que la Comic Sans no va ser dissenyada originalment com un tipus de lletra per a un ús generalitzat, sinó com una lletra per a dibuixos animats, adaptables a la interfície de Microsoft Bob. Una prova de la naturalesa informal d'aquesta lletra tipogràfica es pot apreciar en el símbol de l'euro (€) en què, en algunes versions de les distribuïdes amb Windows (anteriors al XP), té un ull a la  gràcia de la part superior.
El creador de lletres tipogràfiques Dave Gibbons, l'obra del qual va ser motiu d'inspiració per a Connare, va dir que era "una llàstima que no haguessin utilitzat simplement la font original, perquè [la Comic Sans] és un veritable desastre. Crec que és una lletra particularment lletja".

## Usos Notables
- El propietari dels Cleveland Cavaliers, Dan Gilbert, va ser durament criticat per haver usat Comic Sans en una carta pública sobre la decisió de Lebron James de deixar l'equip.[8][9][10]
- El joc de sobretaula d'aventures "Defenders of the Realm", dissenyat per Richard Launius, utilitza Comic Sans a la caixa i a les cartes.[11][12]
- Utilitzada com a font per als textos de les etiquetes de Beanie Babies.
- La portada del 5 de novembre de 2010 del diari USA Today, que incloïa una notícia sobre l'humorista Conan O'Brien, utilitzava Comic Sans per al títol.[13] La font havia estat utilitzada prèviament en un editorial del Wall Street Journal escrit pel dibuixant de Dilbert, Scott Adams.[14]